# Potschip

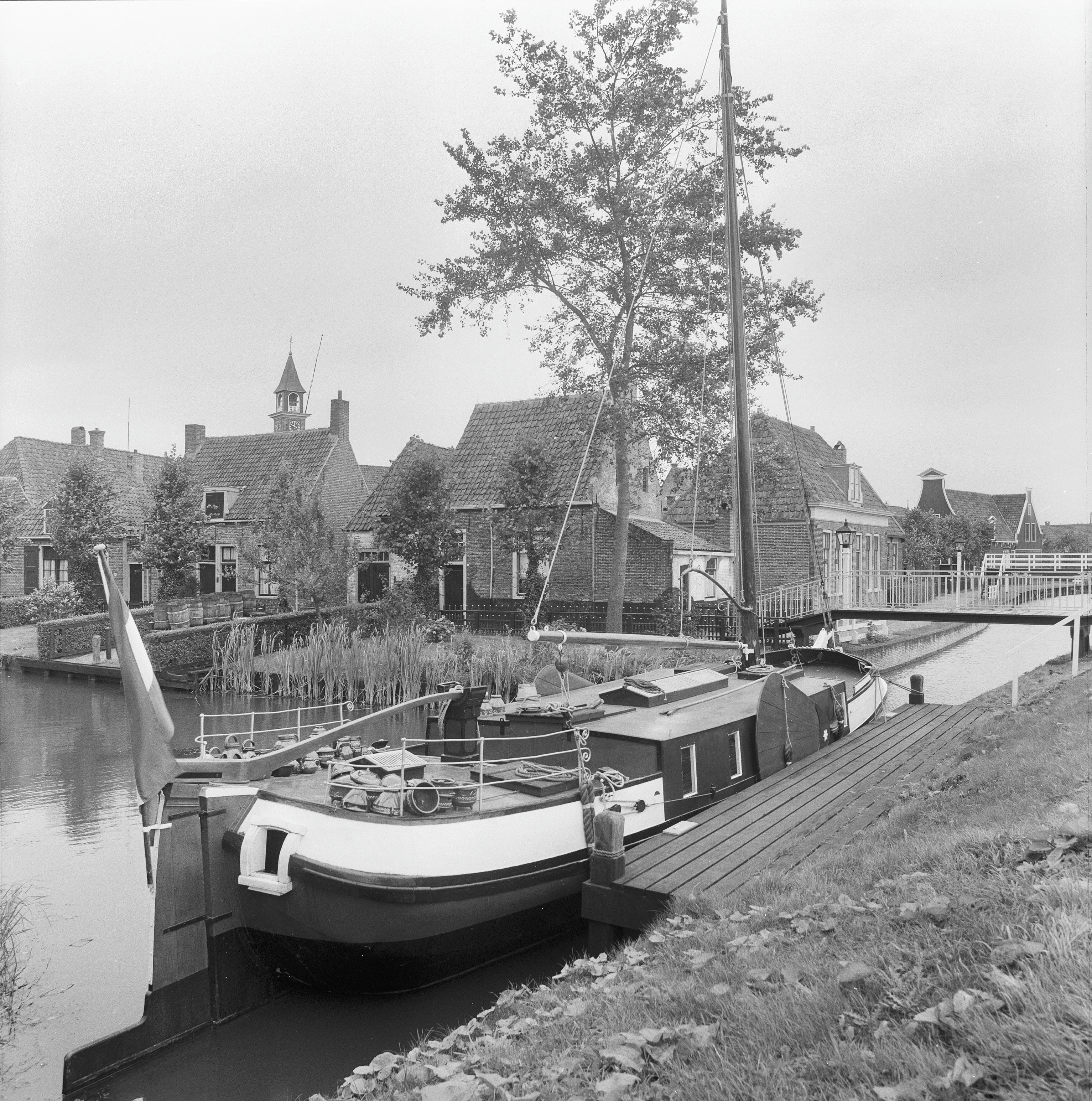
Potschip in het Zuiderzeemuseum, 1987

Het potschip of pot is een uit de Nederlandse provincies Groningen, Overijssel en Drenthe afkomstig historisch scheepstype. Het had kenmerken van de tjalk, maar was reeds veel eerder in gebruik, namelijk vanaf de 15e eeuw. Tot in de 18e eeuw waren het overnaads gebouwde scheepjes. 

## Kenmerken
Op basis van onderzoek naar bouwkenmerken van meer dan vierhonderd houten bedrijfsvaartuigen heeft G.J. Schutten een zevental bouwordes gedefinieerd. Binnen een bouworde hebben houten bedrijfsvaartuigen overeenkomstige bouwkenmerken. Het potschip behoort tot de Friese bouworde. Elke bouworde kent een aantal verzamelingen van scheepstypes. De Friese bouworde telt dertien verzamelingen. Binnen een verzameling hebben scheepstypes grote overeenkomsten.  Het potten- of pannenscheepje behoort tot de verzameling van Groningse tjalken. (verz. 2.12)
De bouwkenmerken zijn grotendeels terug te voeren op de tjalk.

## Toepassing
Potschepen of diggelschepen hebben in de drie noordelijke provincies en in Holland eeuwenlang aardewerk en ander handelswaar vervoerd. De schippers waren varende marskramers die jaarlijks een vaste route voeren. In elke plaats bleven ze enkele dagen liggen om de inwoners de tijd te gunnen hun voorraden aan te vullen.
In de collectie van het Zuiderzeemuseum bevindt zicht een in 1894 in Sneek gebouwd potschip met een geheel geklonken ijzeren casco. De romp is tamelijk smal en hoog, er is weinig zeeg. De zijden zijn erg recht. Er is in het midden een winkelgedeelte. De voorsteven is krom en heeft een doosconstructie. Er is een uitwip op het voordek ten behoeve van de strijkbare mast, die onderdeks draait. De mast loopt naar voren toe breder uit en heeft een ronde vorm.
Waarschijnlijk is dit potschip van Pieter Eisma geweest, die zijn domicilie had in het Friese Nijland. Hij handelde in aardewerk en ander huisraad. Alleen met mooi weer voer hij zijn schip met breekbare waren naar het volgende dorp. Boerderijen en dorpen die te ver van het water af lagen, bezocht hij lopend met de potten en pannen in een mand aan een juk. Als bijverdienste hooide Eisma voor boeren die langs zijn route waren gevestigd. In de winter verdiende hij bij met mollen vangen en vodden ophalen.